# William Murdoch

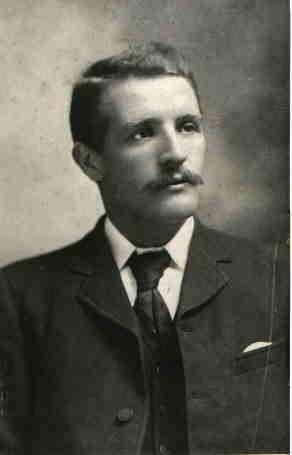
William McMaster Murdoch

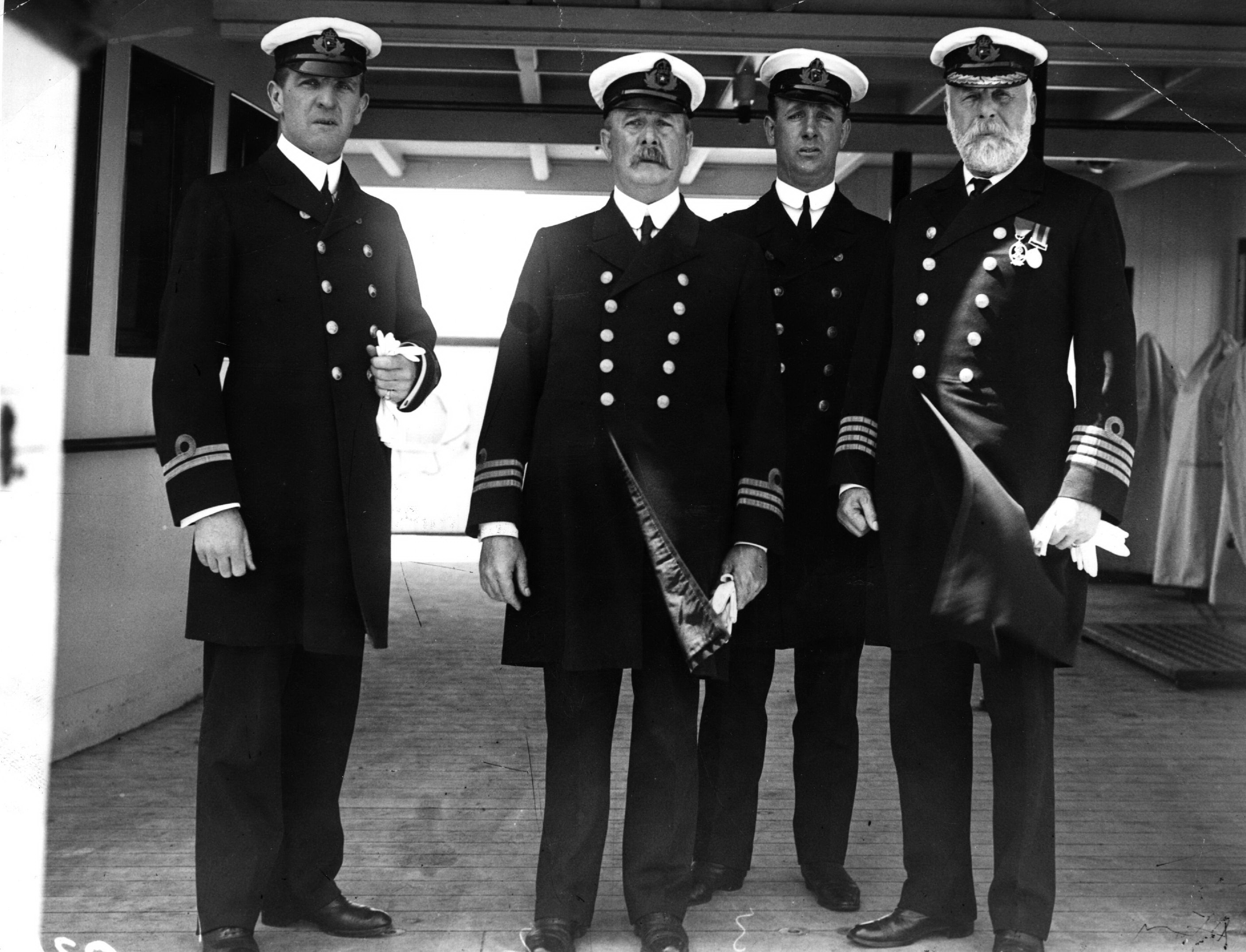
William Murdoch längst till vänster, ombord på RMS Olympic. Längst till höger kapten Edward Smith.

William McMaster Murdoch, född 28 februari 1873, död 15 april 1912, var en skotsk sjöman som var förste styrman ombord på Atlantångaren RMS Titanic som sjönk på sin jungfrufärd 1912 efter en isbergskollision. Murdoch hade kommandot på bryggan när man upptäckte isberget. Han beordrade full fart back i maskin och dikt styrbord, men det var för nära och fartyget kolliderade med det skarpkantade isberget på sin styrbordssida. Murdoch dog vid förlisningen. Hans handlingar ombord har sedan katastrofen varit föremål för livlig debatt och spekulationer.
Murdoch föddes i Dalbeattie i Dumfries and Galloway, Skottland. Många av hans släktingar var sjömän; hans far och farfar var sjökaptener, liksom fyra av hans farfars bröder. Han seglade på en rad olika segelfartyg innan han under 1900-talets första år började på White Star Line. 1911 blev han förstestyrman på RMS Olympic. Fartyget var med om ett antal mindre olyckor, bland annat en våldsam kollision med RMS Hawke 1911. I april 1912 blev han utnämnd till chefsstyrman för Olympics systerskepp, Titanic. Kapten Edward Smith ändrade dock hans rang till förste styrman när denne bestämde sig för att ge överstyrmansposten till Henry Wilde.
Kvällen den 14 april avlöste Murdoch andre styrman Charles Lightoller och tog befäl över Titanic från klockan 22.00. Utkikarna i förmastkorgen var sedan tidigare på kvällen beordrade att hålla särskild utkik efter så kallade "growlers", små bitar av is. Runt klockan 23.38 ringde utkiksmannen Frederick Fleet i skeppsklockan för att signalera att något var rakt framför fartygets färdriktning. Han telefonerade sedan till bryggan och talade om vad han sett, isberg rakt föröver, och närapå samtidigt såg Murdoch själv vad som höll på att ske.
Både fjärde styrman Joseph Boxhall och rorgängaren Robert Hichens som var i tjänst på kommandobryggan hörde Murdoch ge ordern "dikt styrbord". Ordern betydde att fartyget skulle gira åt babord. Enligt Boxhall telegraferade Murdoch sedan ordern "full fart back" till maskinrummet. Hichens hörde maskintelegraferna ringa men kunde inte se vilket kommando som gavs. Två arbetare från maskinrummet respektive ett av pannrummen berättade att ordern de sett istället var "stopp i maskin".
Titanic började gira, men inte tillräckligt mycket. Isberget kom att skrapa längs Titanics styrbordssida och skadade flera sektioner i fören så att havsvattnet började forsa in. Under kollisionen anlände även kvartersmästaren Alfred Olliver till bryggan. Han hörde då Murdoch ge ordern "dikt babord" (fartyget förs åt styrbord) till rorgängaren. Murdoch ska sedan ha påbörjat stängningen av dörrarna till fartygets vattentäta skott. Han gav order om att anteckna händelsen i fartygets loggbok och därefter anlände kapten Smith till bryggan för att ta reda på vad som skett. Murdoch förklarade vad som hänt och sade till Smith att hans tanke varit att runda isberget, samt att de vattentäta dörrarna var stängda. Titanics konstruktör konstaterade strax därpå att fartyget inte skulle gå att rädda med dessa skador.
Senare hade han hand om sjösättningen av livbåtarna på styrbordssidan av fartyget och de flesta män som överlevde katastrofen har Murdoch att tacka, då han även lät män stiga i om det fanns plats över. Han var effektiv i evakueringsarbetet och under hans kommando firades totalt runt tio av fartygets livbåtar. Strax innan Titanic sjönk, omkring klockan 02.15 på morgonen den 15 april, lyckades Murdoch kapa förtöjningslinorna till den uppfällbara livbåt A som drev iväg halvfylld med vatten, medan han själv försvann i vattnet. Hans kropp återfanns aldrig.
Efter katastrofen talades det om att en besättningsman begått självmord, men det är osäkert vem det skulle vara. Vissa menar att det var kapten Smith, andra överstyrman Henry Wilde och vissa att det var Murdoch. Detta förefaller dock inte så troligt eftersom andre styrman Charles Lightoller själv hävdade att han såg Murdoch försvinna i vattnet sedan denne lyckats sjösätta livbåt A. Flera passagerare berättade om att de bevittnat eller fått berättat om händelsen, men många av vittnesmålen var troligen också resultatet av sensationslystna journalister.
I hans hemstad Dalbeattie finns ett minnesmärke över Murdoch.
Murdoch har porträtterats i en rad filmer om Titanic. I filmen Titanic (1953) porträtteras han av Barry Bernard, i filmen Titanics undergång (1958) av Richard Leech, i TV-filmen S.O.S. Titanic (1979) av Paul Young, i miniserien Titanic från 1996 spelas han av Malcolm Stewart och i James Camerons film Titanic (1997) spelas han av Ewan Stewart. I den senare begår Murdoch självmord efter att ha skjutit två passagerare. Detta ledde till att 20th Century Fox vice VD åkte till Dalbeattie för att be Murdochs släktingar om ursäkt.